# Legame cooperativo
Il legame cooperativo è un caso speciale di allosteria.  Il legame cooperativo richiede che la macromolecola abbia più di un sito di legame, dal momento che la cooperatività dipende proprio dall'interazione che viene a crearsi tra questi siti. Il legame cooperativo fa variare l'affinità della proteina per il ligando in base alla concentrazione del ligando già legato, se l'associazione del ligando al primo sito incrementa l'affinità tra gli altri siti ed altre molecole di ligando, si parla di cooperatività positiva, al contrario, se il legame di una molecola ne riduce l'affinità sugli altri siti di legame, si parla di cooperatività negativa.
La cooperatività può verificarsi anche quando una certa macromolecola lega ligandi di diverso tipo ; ad esempio il legame del dalfopristin alla subunità ribosomiale maggiore dei procarioti facilita il legame alla subunità ribosomiale maggiore da parte del quinupristin .
L'attività enzimatica può essere determinata dalle stesse molecole di substrato.
Il legame di una molecola di substrato e di un enzima induce un cambiamento favorevole nella forma del sito attivo (adattamento indotto).
Quando un enzima è composto da più di una subunità l'interazione reciproca tra tutte componenti è detta cooperatività e permette l'amplificazione della risposta dell'enzima in presenza di molecole di substrato.